# IC 1972
IC 1972 је спирална галаксија у сазвјежђу Часовник која се налази на листи објеката дубоког неба у Индекс каталогу.
Деклинација објекта је - 51° 58' 4" а ректасцензија 3h 36m 21,2s. Привидна величина (магнитуда) објекта IC 1972 износи 15,6 а фотографска магнитуда 16,4. IC 1972 је још познат и под ознакама ESO 200-48, PGC 13310.